# 徐睿霞
徐睿霞（1968年—），女，汉族，内蒙古五原县人，中华人民共和国政治人物，全国人民代表大会内蒙古地区代表。

## 生平
毕业于中国政法大学法律专业。2000年，担任临河市检察院副检察长；2003年当选为第十届全国人大代表；2004年被任命为临河市副市长；2008年，继任全国人大代表。2009年4月，任内蒙古自治区高级人民法院审判委员会专职委员。2013年5月29日任内蒙古自治区高级人民法院副院长。2018年1月，当选第十三届全国政协委员。